# Солдатское (Фатежский район)
Солда́тское — село в Фатежском районе Курской области. Административный центр Солдатского сельсовета. Население — 225 человек (2010 год).

## География
Расположено в 8 км к западу от Фатежа на левом берегу реки Усожи, недалеко от впадения в неё речки Руды. Высота над уровнем моря — 168 м.
Климат
Солдатское, как и весь район, расположено в поясе умеренно континентального климата с тёплым летом и относительно тёплой зимой (Dfb в классификации Кёппена).
| Показатель                                                                      | Янв. | Фев. | Март | Апр. | Май  | Июнь | Июль | Авг. | Сен. | Окт. | Нояб. | Дек. | Год  |
| ------------------------------------------------------------------------------- | ---- | ---- | ---- | ---- | ---- | ---- | ---- | ---- | ---- | ---- | ----- | ---- | ---- |
| Средний суточный максимум, °C                                                   | −4,3 | −3,4 | 2,3  | 12,7 | 19,1 | 22,3 | 25   | 24,2 | 17,8 | 10,2 | 3,1   | −1,4 | 10,6 |
| Средняя температура, °C                                                         | −6,4 | −5,9 | −1,1 | 7,9  | 14,5 | 18,1 | 20,7 | 19,7 | 13,8 | 7    | 0,9   | −3,3 | 7,2  |
| Средний суточный минимум, °C                                                    | −8,8 | −8,8 | −5,1 | 2,5  | 8,9  | 12,8 | 15,7 | 14,7 | 9,6  | 3,8  | −1,3  | −5,4 | 3,2  |
| Норма осадков, мм                                                               | 52   | 45   | 47   | 51   | 62   | 73   | 77   | 57   | 60   | 60   | 48    | 50   | 682  |
| Источник: Погода по месяцам c ru.climate-data.org(дата обращения: Октябрь 2021) |      |      |      |      |      |      |      |      |      |      |       |      |      |

Часовой пояс
Село Солдатское, как и вся Курская область, находится в часовой зоне МСК (московское время). Смещение применяемого времени относительно UTC составляет +3:00.

## История
До XIII века на территории Солдатского находилось древнее славянское поселение, впоследствии уничтоженное монголо-татарами во время похода хана Батыя на Русь.
Современное село Солдатское возникло в 1-й половине XVII века, во время правления царя Михаила Фёдоровича. Изначально здесь была переправа через Усожу, для охраны которой был организован сторожевой пункт и поселены солдаты, переведённые отчасти с территории современных Поныровского и Золотухинского районов, отчасти — из Орла и Кром.
По данным 1-й ревизии 1719 года в Солдатском проживали однодворцы Емельяновы (6 дворов), Мясищевы (6 дворов), Жировы (3 двора), Басовы, Бильдины, Голозубовы, Горбуновы, Дураковы, Косиловы, Озеровы, Толмачевы, Цыбины, Юдины (по 1 двору), а также крепостные крестьяне курского подьячего Семёна Родионовича Белевцова (26 душ мужского пола). Некоторые из однодворцев также владели крестьянами и дворовыми людьми.
В XVII—XVIII веках деревня входила в состав Усожского стана Курского уезда. В 1779 году включена в Фатежский уезд. Часть жителей села были однодворцами, часть — помещичьими крестьянами. В разное время здесь находились поместья дворян Кривцовых, Маковлевых, Хелецких-Симантовских, Рапп и других. По данным 9-й ревизии 1850 года крестьянами Солдатского владели: поручик Иосаф Степанович Шеншин (116 душ мужского пола), титулярный советник Андрей Симантовский (9 д.м.п.) и майор Семён Симантовский (6 д.м.п). В 1861 году село было включено в состав Рождественской волости. В 1862 году в селе был 61 двор, население составляло 870 человек (451 мужского пола и 419 женского), действовал православный Покровский храм (до наших дней не сохранился), ранее выделившийся из прихода Рождественской церкви соседнего села Шахово. В 1868 году в селе была открыта церковно-приходская школа. Первым учителем школы был Михаил Алексеевич Афанасьев. К 1877 году в Солдатском было 157 дворов, проживали 983 человек. В начале 1880-х годов село было передано в Дмитриевскую волость. При Покровском храме в селе действовали две земские школы, а в 1895 году здесь была открыта церковно-приходская школа, располагавшаяся в специально построенном каменном помещении при церкви. На выделяемые средства прихода (45 рублей ежегодно) обучалось более 80 детей, в их распоряжении находилась храмовая библиотека, состоявшая из 70 томов, российских периодических изданий и грамотных наставников.
В 1897 году в селе проживало 874 человека, всё население Солдатского исповедовало православие.
Во время Гражданской войны, в ходе Орловско-Кромского сражения, ранним утром 14 ноября 1919 года стрелки 3-й латышской бригады на участке села Солдатское прорвали оборону белогвардейцев. При сильной снежной метели бригада червонных казаков совместно с латышским 3-м кубанским кавалерийскими полками почти без боя дошли в район железнодорожной станции Льгов.
После установления советской власти село стало административным центром Солдатского сельсовета. В 1924—1928 годах Солдатское находилось в составе Алисовской волости укрупнённого Курского уезда. В 1928 году включено в состав Фатежского района. В 1937 году здесь было 193 двора. Во время Великой Отечественной войны, с 25 октября 1941 года по февраль 1943 года, село находилось в зоне немецко-фашистской оккупации. По состоянию на 1955 год здесь находился центр колхоза имени Чапаева. В 1965 году к Солдатскому были присоединены деревня Заречье и посёлок Кончанка.

## Население
| 1862 | 1877 | 1897 | 1905  | 1979 | 1989 | 2002 |
| ---- | ---- | ---- | ----- | ---- | ---- | ---- |
| 870  | ↗983 | ↘874 | ↗1144 | ↘195 | ↘175 | ↗241 |
| 2010 |      |      |       |      |      |      |
| ↘225 |      |      |       |      |      |      |

## Инфраструктура
Личное подсобное хозяйство. Солдатская основная общеобразовательная школа. В селе 75 домов.

## Транспорт
Солдатское находится в 5 км от автодороги федерального значения М2 «Крым» (Москва — Тула — Орёл — Курск — Белгород — граница с Украиной) как часть европейского маршрута E105, в 2,5 км от автодороги регионального значения 38К-038 (Фатеж — Дмитриев), на автодорогe межмуниципального значения 38Н-679 (38К-038 — Солдатское — Шуклино), в 27 км от ближайшего ж/д остановочного пункта 29 км (линия Арбузово — Лужки-Орловские).
В 168 км от аэропорта имени В. Г. Шухова (недалеко от Белгорода).

## Персоналии
- Кун, Юлий Михайлович (1914—1980) — советский кинорежиссёр, сценарист и оператор, лауреат Сталинской премии второй степени (1949).